# Гончаренко Віктор Анатолійович
Віктор Анатолійович Гончаренко (10 травня 1969) — український хокеїст, нападник. Гравець національної збірної.

## Спортивна кар'єра
Виступав за команди ШВСМ (Київ), «Слован» (Братислава), «Сокіл» (Київ), «Торпедо» (Нижній Новгород, Росія), «Барселона» (Іспанія), «Вітебськ» (Білорусь), «Динамо» (Мінськ), «Беркут» (Бровари), «Донбас» (Донецьк).
У складі національної збірної брав участь у восьми чемпіонатах світу, у тому числі двічі в елітному дивізіоні. Переможець у турнірах другого і третього рівнів. Всього на світових першостях провів 42 матчі (16+21).

## Досягнення
- Чемпіон України (1): 2004

## Статистика
У складі збірної на чемпіонатах світу:
| Рік                | Команда            | Турнір             | Місце              | І  | Г  | П  | О  | ШХ |
| ------------------ | ------------------ | ------------------ | ------------------ | -- | -- | -- | -- | -- |
| 1993               | Україна            | WC C               | 2-е                | 7  | 6  | 12 | 18 | 0  |
| 1994               | Україна            | WC C               | 3-е                | 6  | 4  | 2  | 6  | 6  |
| 1995               | Україна            | WC C               | 3-е                | 4  | 1  | 4  | 5  | 2  |
| 1996               | Україна            | WC C               | 2-е                | 7  | 2  | 2  | 4  | 10 |
| 1997               | Україна            | WC C               | 1-е                | 5  | 3  | 0  | 3  | 8  |
| 1998               | Україна            | WC B               | 1-е                | 7  | 0  | 4  | 4  | 6  |
| 1999               | Україна            | WC                 | 14-е               | 3  | 0  | 0  | 0  | 0  |
| 2000               | Україна            | WC                 | 14-е               | 3  | 0  | 1  | 1  | 2  |
| Національна збірна | Національна збірна | Національна збірна | Національна збірна | 42 | 16 | 25 | 41 | 34 |

Сумарна статистика виступів у елітних дивізіонах:
| Ліга           | Роки      | І   | Г   | П   | 0   | Штр |
| -------------- | --------- | --- | --- | --- | --- | --- |
| Чехословаччина | 1991–1992 | 13  | 1   | 1   | 2   | 2   |
| МХЛ            | 1992–1996 | 174 | 40  | 28  | 68  | 108 |
| СЄХЛ           | 1996–2004 | 163 | 58  | 79  | 137 | 189 |
| Росія          | 1997–1998 | 15  | 1   | 0   | 1   | 4   |
| Україна        | 2003–2009 | 29  | 7   | 23  | 30  | 12  |
| Білорусь       | 2004–2005 | 27  | 4   | 6   | 10  | 14  |
| Всього         | Всього    | 421 | 111 | 137 | 248 | 329 |